# رباط کشککی
رباط کشککی یا رباط پاتلار (انگلیسی: Patellar ligament) از راس کشکک زانو مبدأ گرفته و به بالای برجستگی درشت‌نی (توبروزیته تیبیا) متصل می‌گردد.
رباط کشککی دنبالهٔ زردپی ماهیچهٔ چهار سر ران است و به لبه‌ها و بخش پایینی سطح پسین (خشن) اتصال دارد.